# Universitas Islam Malang
Universitas Islam Malang – indonezyjska uczelnia prywatna w mieście Malang (prowincja Jawa Wschodnia). Została założona w 1981 roku.

## Wydziały
- Wydział Rolniczy (Fakultas Pertanian)
- Wydział Ekonomii (Fakultas Ekonomi)
- Wydział Religii Islamskiej (Fakultas Agama Islam)
- Wydział Nauk Administracyjnych (Fakultas Ilmu Administrasi)
- Wydział Prawa (Fakultas Hukum)
- Wydział Kształcenia Nauczycieli i Pedagogiki (Fakultas Keguruan dan Ilmu Pendidikan)
- Wydział Lekarski (Fakultas Kedokteran)
- Wydział Zootechniki (Fakultas Peternakan)
- Wydział Techniczny (Fakultas Teknik)
- Wydział Matematyki i Nauk Przyrodniczych (Fakultas Matematika dan Ilmu Pengetahuan Alam)

Źródło:.